# Hīt
Hīt ( هيت , ook geschreven als Heet) is een plaats in Irak in de provincie Al-Anbar. Hīt ligt ten Noordwesten van de provinciehoofdstad Ramadi.
De plaats ligt aan de rivier de Eufraat en is een ommuurde plaats gebouwd op de plaats uit de oudheid Is. De bronnen in de omgeving zijn al minstens 3000 jaar in gebruik en werden ten tijde van de opbouw van Babylon al gebruikt. Hīt is de marktplaats voor landbouwproducten. Oliepijpleidingen naar de Middellandse Zee kruisen hier de Eufraat.  De plaats speelde een belangrijke rol in het toenmalige scheepvaartverkeer over de rivier.
Hīt kwam in 2014 in het nieuws nadat IS de stad innam.. Op 14 april 2016 werd de stad heroverd door Irakese regeringstroepen. 